# Dutrieu Patera
La Dutrieu Patera è una struttura geologica della superficie di Venere.